# Francisco de Paula Donoso Vergara
Francisco de Paula Donoso Vergara (Santiago, 1807 - Valparaíso, 26 de abril de 1888) fue un político y abogado chileno. 
Estudió en el Instituto Nacional, donde obtuvo su título de abogado en 1830. Desde entonces, comenzó a ejercer su profesión en Santiago, además de ingresar al sector pelucón, triunfante en la Guerra Civil de 1829-1830.
Militante del Partido Conservador, fue secretario del Ministerio de Justicia, Culto e Instrucción Pública (1833-1834), además de Consejero de Estado (1836).
Electo Diputado por Cauquenes en 1837. Integró la Comisión de Educación y Beneficencia. Luego fue elegido Senador por la provincia de Valdivia (1840-1846), integrando la Comisión permanente de Negocios Eclesiásticos.